# Pickens (Missisipi)
Pickens – miasto w Stanach Zjednoczonych, w stanie Missisipi, w hrabstwie Holmes.